# میخایلوفکا (شهرستان گافوریسکی، باشقیرستان)
میخایلوفکا (انگلیسی: Mikhaylovka, Gafuriysky District, Republic of Bashkortostan) یک شهرک در شهرستان گافوریسکی استان باشقیرستان کشور روسیه است.